# Алиса в Стране чудес (фильм, 1915)
«Али́са в Стране́ чуде́с» (англ. Alice in Wonderland, 1915) — немой чёрно-белый фильм, экранизация классической сказки Льюиса Кэрролла «Алиса в Стране чудес». Фильм написан и снят В. В. Янгом, в главной роли Алисы — Виола Савой.
Эта версия фильма отличается полноценным изображением «Баллады о старом Вильяме». Забавно, что в немое кино включено это стихотворение, в то время как в более поздних звуковых версиях не было предпринято подобных попыток. В процессе повествования появляется поразительный образ делающего обратное сальто Папы Вильяма с иллюстрации Тенниела.